# Demartinit
Demartinit ist ein sehr selten vorkommendes Mineral aus der Mineralklasse der „Halogenide“ mit der chemischen Zusammensetzung K2[SiF6] und damit chemisch gesehen Kalium-Silicofluorid.
Demartinit kristallisiert im hexagonalen Kristallsystem und entwickelt pyramidale, farblose und durchsichtige Kristalle bis etwa 0,3 mm Größe mit einem glasähnlichen Glanz auf den Oberflächen.

## Etymologie und Geschichte
Entdeckt wurde Demartinit im April 2006 an einer unbenannten Fumarole am Rand des Kraters „La Fossa“ auf der italienischen Insel Vulcano (Liparische Inseln) vor der Nordküste Siziliens. Die Analyse und Erstbeschreibung erfolgte durch Carlo Maria Gramaccioli und Italo Campostrini, die das Mineral nach Francesco Demartin (* 1953), Professor für Allgemeine und Anorganische Chemie an der Staatlichen Universität Mailand, um seine bedeutenden Beiträge zur Chemie metallischer Cluster in metallorganischen Verbindungen und zur Kristallstruktur von alpinotypen Selten-Erd- und Uranmineralen zu ehren.
Gramaccioli und Campostrini sandten ihre Untersuchungsergebnisse und den gewählten Namen 2006 zur Prüfung an die International Mineralogical Association (interne Eingangs-Nr. der IMA: 2006-034), die den Demartinit als eigenständige Mineralart anerkannten. Die Publikation der Erstbeschreibung folgte ein Jahr später im englischsprachigen Fachmagazin The Canadian Mineralogist.
Das Typmaterial (Holotyp) des Minerals wird im „Dipartimento di Chimica Strutturale e Stereochimica Inorganica“ (deutsch Institut für Strukturchemie und Anorganische Stereochemie) an der „Università degli Studi di Milano“ (deutsch Universität Mailand) unter der Inventar-Nr. 2006-1 aufbewahrt.

## Klassifikation
Da der Demartinit erst 2006 als eigenständiges Mineral anerkannt wurde, ist er in der veralteten 8. Auflage der Mineralsystematik nach Strunz noch nicht aufgeführt.
In der zuletzt 2018 überarbeiteten Lapis-Systematik nach Stefan Weiß, die formal auf der alten Systematik von Karl Hugo Strunz in der 8. Auflage basiert, erhielt das Mineral die System- und Mineralnummer III/B.02-025. Dies entspricht der Klasse der „Halogenide“ und dort der Abteilung „Doppelhalogenide“, wo Demartinit zusammen mit Bararit, Heklait, Hieratit, Kryptohalit und Malladrit eine unbenannte Gruppe mit der Systemnummer III/B.02 bildet.
Die von der International Mineralogical Association (IMA) zuletzt 2009 aktualisierte 9. Auflage der Strunz’schen Mineralsystematik ordnet den Demartinit in die Klasse der „Halogenide“ und dort in die Abteilung „Komplexe Halogenide“ ein. Hier ist das Mineral in der Unterabteilung „Silicofluoride“ zu finden, wo es als einziges Mitglied eine unbenannte Gruppe mit der Systemnummer 3.CH.20 bildet.
In der vorwiegend im englischen Sprachraum gebräuchlichen Systematik der Minerale nach Dana hat Demartinit die System- und Mineralnummer 11.05.02.03. Das entspricht der Klasse der „Halogenide“ und dort der Abteilung „Komplexe Halogenide – Aluminiumfluoride“. Hier findet er sich innerhalb der Unterabteilung „Komplexe Halogenide - Aluminiumfluoride mit (A)mB(X)6“ in der „Malladritgruppe“, in der auch Malladrit und Bararit eingeordnet sind.

## Chemismus
In chemisch reiner Form besteht Demartinit (K2SiF6) im Verhältnis aus zwei Kalium- (K), einem Silicium- (Si) und sechs Fluoratomen (F). Das entspricht einem Massenanteil (Gewichtsprozent) von 35,50 Gew.-% K, 12,75 Gew.-% Si und 51,75 Gew.-% F.
Die Analyse des Typmaterials ergab dagegen eine leicht abweichende, durchschnittliche Zusammensetzung von 35,1 Gew.-% K, 12,4 Gew.-% Si und 51,0 Gew.-% F sowie zusätzlich 0,2 Gew.-% Natrium (Na). Auf der Grundlage von neun Atomen pro Formeleinheit errechnete sich daraus die empirische Formel (K2,00Na0,02)Σ2,02Si0,99F5,99, die zur eingangs genannten Formel idealisiert wurde.

## Kristallstruktur
Demartinit kristallisiert in der hexagonalen Raumgruppe P63mc (Raumgruppen-Nr. 186) mit den Gitterparametern a = 5,6461(8) Å und c = 9,2322(18) Å sowie zwei Formeleinheiten pro Elementarzelle.

## Bildung und Fundorte
An seiner Typlokalität am „La Fossa“-Krater bildete sich Demartinit auf verwitterten pyroklastischen Brekzien, wo er in Paragenese mit Hieratit, Avogadrit und Knasibfit sowie einem kurz vor der Entdeckung von Demartinit anerkannten, aber zu diesem Zeitpunkt noch unbenannten Na-K-Tetrafluoroborat-Hexafluorosilikat gefunden wurde.
Außer an seiner Typlokalität auf Vulcano in Italien konnte das Mineral bisher nur noch am Vulkan Hekla im Bezirk Rangárvallasýsla auf Island entdeckt werden (Stand 2021).